# 暗痣蛛
暗痣蛛（学名：Araniella inconspicua）为园蛛科痣蛛属的动物。分布于古北区以及中国大陆的江西、四川等地。